# Мош (Браганса)
Мош (порт. Mós) — район (фрегезия) в Португалии, входит в округ Браганса. Является составной частью муниципалитета Браганса. По старому административному делению входил в провинцию Траз-уж-Монтиш и Алту-Дору. Входит в экономико-статистический субрегион Алту-Траз-уш-Монтеш, который входит в Северный регион. Население составляет 194 человека на 2001 год. Занимает площадь 11,46 км².
Покровителем района считается Апостол Пётр (порт. S. Pedro).

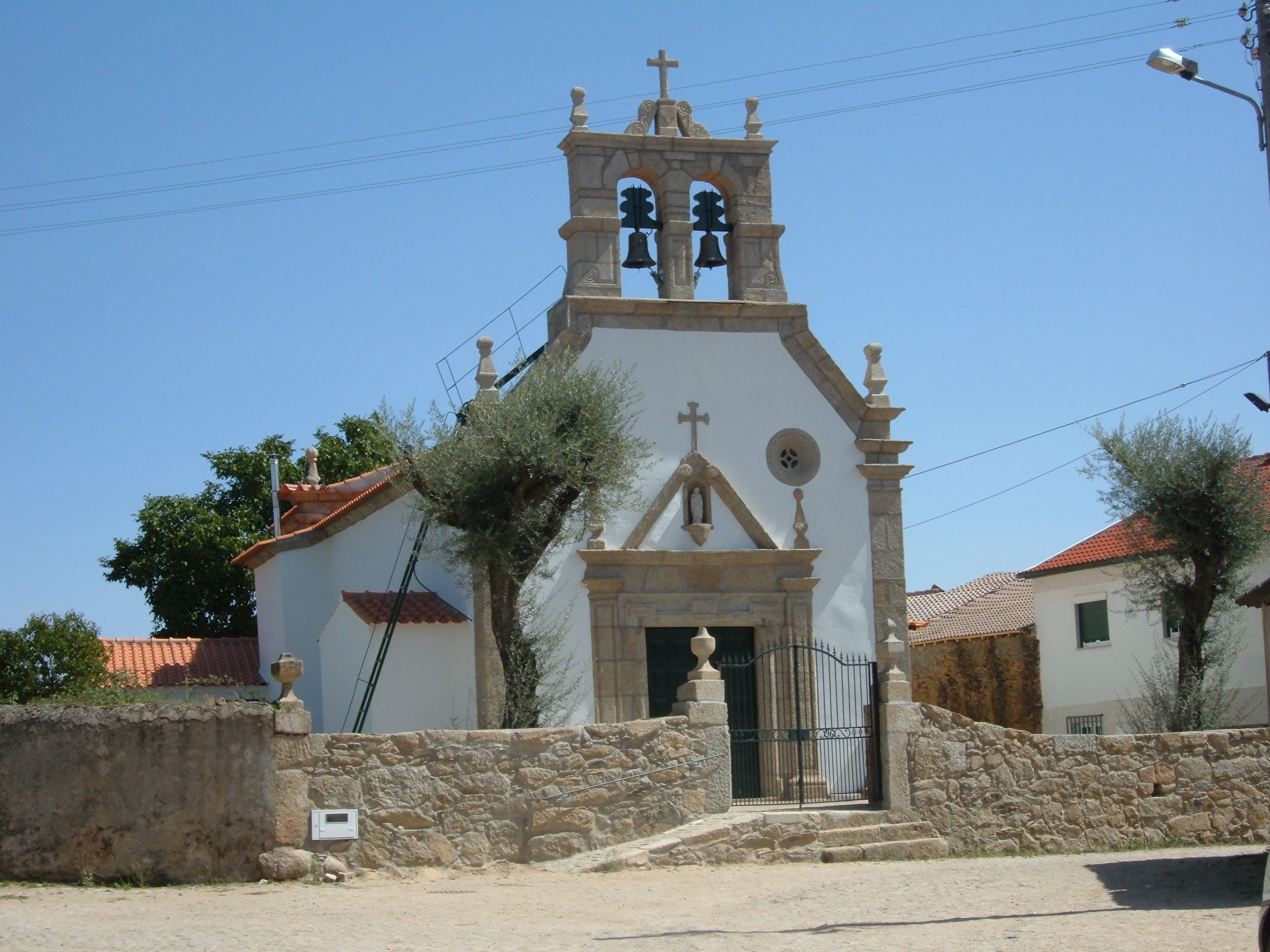
Церковь Святого Пётра в Мош